# (4116) Elachi
(4116) Elachi ist ein Hauptgürtelasteroid, der am 20. September 1982 von Eleanor Helin vom Palomar-Observatorium aus entdeckt wurde.
Der Asteroid wurde nach Charles Elachi, dem Direktor des Jet Propulsion Laboratory (JPL), benannt.